# Knooppunt Velsen
Het Knooppunt Velsen is een Nederlands verkeersknooppunt voor de aansluiting van de autosnelwegen A9 en A22, bij Velsen.
Bij dit knooppunt splitst de A9. Het deel dat naar het noordwesten gaat wordt A22, het deel dat naar het noorden gaat blijft A9. De A22, die door de Velsertunnel gaat, was vroeger de A9. Maar met de aanleg van een nieuwe kortere snelweg, werd dit deel hernoemd tot A22. Het nieuwe stuk van de A9, dat door de Wijkertunnel gaat, is geopend in 1996.
Het is een niet-compleet knooppunt; sommige afslagbewegingen zijn niet mogelijk.

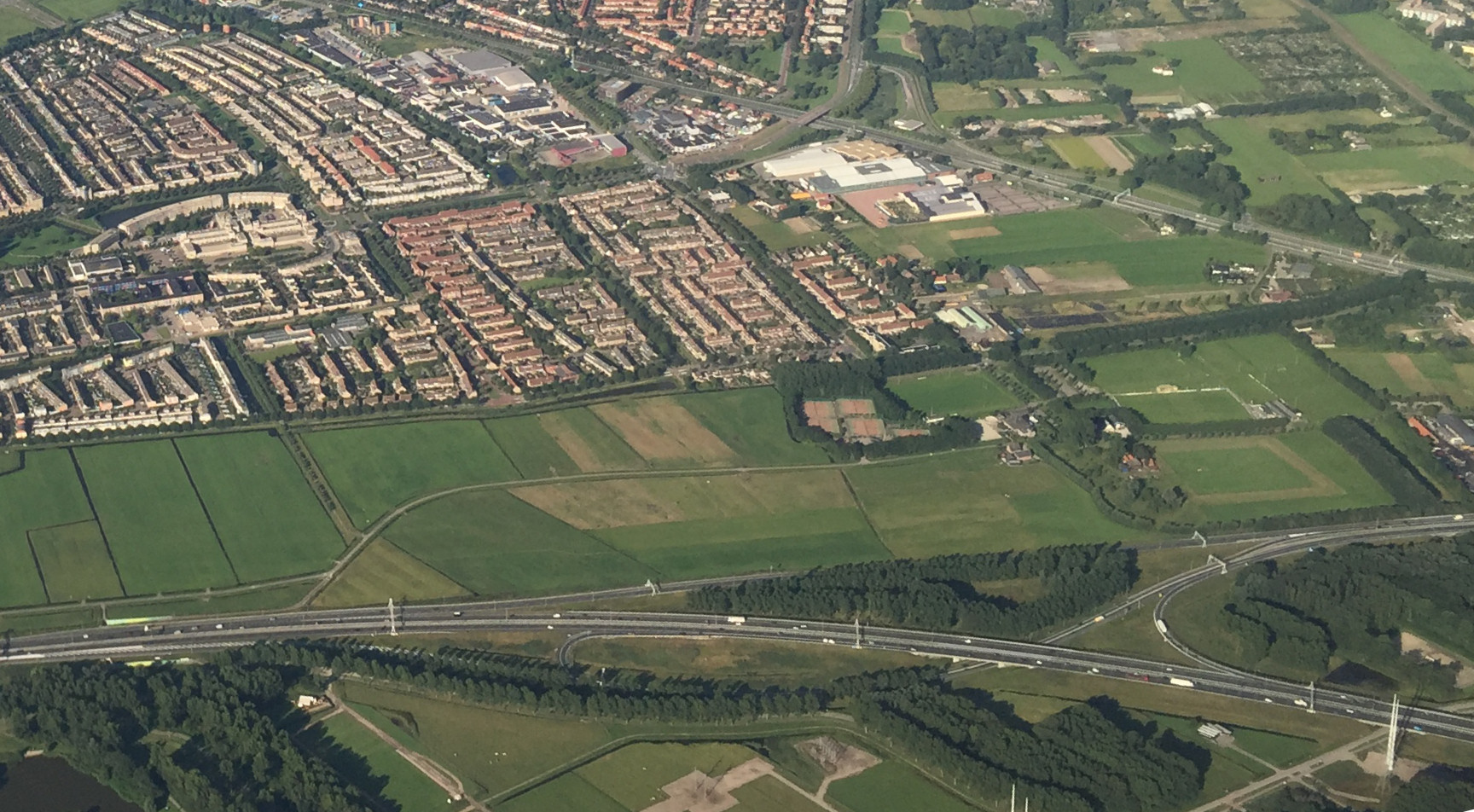
Knooppunt Velsen, gezien naar het westen

## Richtingen knooppunt
| Aansluitende wegen          | Aansluitende wegen | Aansluitende wegen                         | Aansluitende wegen | Aansluitende wegen                                                 |
| --------------------------- | ------------------ | ------------------------------------------ | ------------------ | ------------------------------------------------------------------ |
| richting Velsen / Beverwijk |                    | richting Beverwijk / Alkmaar / Julianadorp |                    |                                                                    |
|                             |                    |                                            |                    |                                                                    |
|                             |                    |                                            |                    |                                                                    |
|                             |                    |                                            |                    |                                                                    |
|                             |                    |                                            |                    | richting Haarlem / Schiphol / Amstelveen / Bijlmermeer (Amsterdam) |